# Annalen der Physik
Annalen der Physik jeden z nejznámějších a nejstarších (od r. 1790) světových fyzikálních časopisů.
Původně vycházel v němčině nejprve jako Journal der Physik v Halle (1790-1794), posléze jako Neues Journal der Physik v Lipsku (1795-1797). Teprve v letech 1799-1808 a 1809-1818 vyšlo postupně 60 svazků pod titulem Annalen der Physik. V letech 1819-1824 vycházel časopis pod názvem Annalen der Physik und der physikalischen Chemie a v letech 1824-1899 jako Annalen der Physik und Chemie. V roce 1900 začal časopis spolupracovat s Německou fyzikální společností (Deutsche Physikalische Gesellschaft) a vrátil se k názvu Annalen der Physik.
Tím začala nejslavnější epocha tohoto časopisu - v roce 1901 zde publikoval Max Planck svou práci o záření černého tělesa a Albert Einstein svou práci o kapilaritě. V roce 1905 se na stránkách časopisu objevily čtyři články Alberta Einsteina (o energetických kvantech, o Brownově pohybu, o ekvivalenci hmoty a energie (E=mc2) a o speciální teorii relativity). V roce 1916 zde Einstein publikoval svou obecnou teorii relativity. Max Planck se stal vydavatelem tohoto časopisu v letech 1907-1943 (i když se na vydavatelství podílel už od roku 1895).
Po druhé světové válce začala ve fyzice dominovat angličtina, a proto dnes časopis vychází v angličtině v pobočce Wiley-VCH Verlag GmbH & Co. KGaA spadající pod nakladatelství John Wiley & Sons.